# Марія Вітторія даль Поццо
Марія Вітторія даль Поццо (італ. Maria Vittoria dal Pozzo), повне ім'я: Марія Вітторія Карлотта Енрікетта Джованна (італ. Maria Vittoria Carlotta Enrichetta Giovanna; 9 серпня 1847, Париж, Франція — 8 листопада 1876, Санремо, Італія) — італійська дворянка, 6-та герцогиня Чистерна-д'Асті та Бельрігуардо після смерті батька. Одружилася з принцом Амадеєм Савойським, герцогом д'Аоста, сином італійського короля Віктора Еммануїла II. 1870 року він став королем Іспанії, а Марія Вітторія — його королевою-консортом.

## Ранні роки
Старша і єдина, яка вижила, дитина Карло Емануеле даль Поццо дель Чистерна, 5-го герцога Чистерна-д'Асті та Бельрігуардо, і його дружини — графині Луїзи де Мероде-Вестерлоо. Після смерті батька у 1864 році успадкувала всі його дворянські титули і, таким чином, стала герцогинею Чистерна-д'Асті та Бельрігуардо, маркізою Вогера та графинею Пондерано та володаркою інших титулів.

## Шлюб

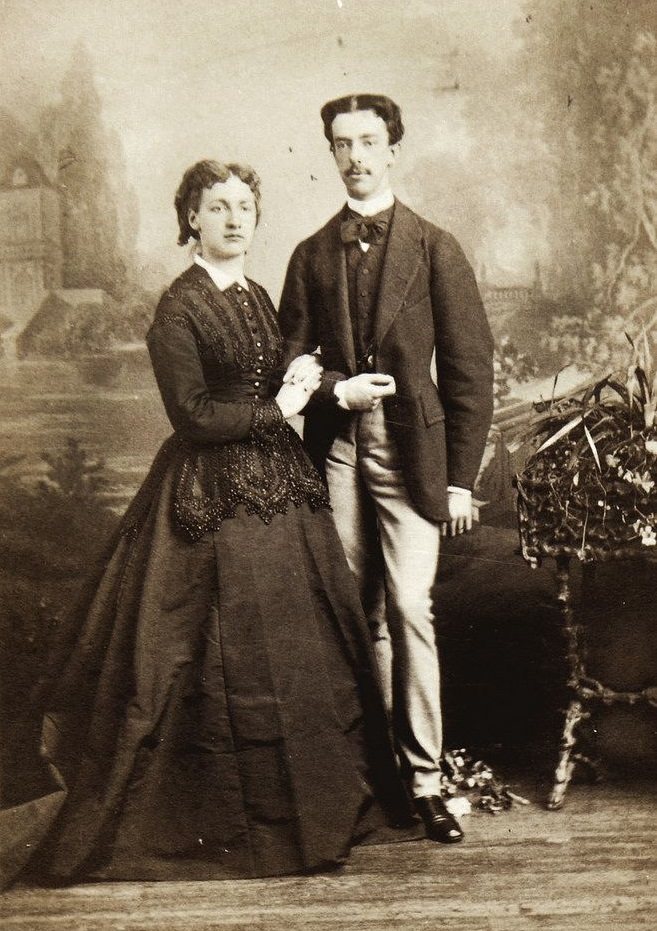
Марія Вітторія із чоловіком

30 травня 1867 року в Турині одружилася із Амадео Савойським — герцогом Аостським і другим сином італійського короля Віктора Еммануїла II. Різні міські легенди розповідають, що весілля Марії Вітторії та Амадео запам'яталося численними трагедіями.
16 листопада 1870 року іспанське дворянство запросило її чоловіка зайняти вакантний іспанський престол. Королева мала скромне життя в Іспанії, зосередившись на благодійності.
Амадео зрікся престолу 11 лютого 1873 року, і вони з Марією повернулися до Італії. Здоров'я герцогині постраждало від подорожі та народження дитини незадовго до зречення чоловіка. Померла 8 листопада 1876 року в Санремо від туберкульозу.

## Діти
1. Еммануїл Філіберт (13 січня 1869 — 4 липня 1931), маршал Італії, одружений із Єленою Орлеанською.
2. Вітторіо Емануеле (24 листопада 1870 — 10 жовтня 1946), помер неодруженим.
3. Луїджі Амедео (29 січня 1873 — 18 березня 1933), віцеадмірал Італійського королівського флоту, помер неодруженим.

## Нагороди
- Італія:  Дама Великого хреста Ордена Святих Маврикія та Лазаря[6]
- Австро-Угорщина:  Дама Благородного ордена Зоряного хреста[6]